# Hagsbronn

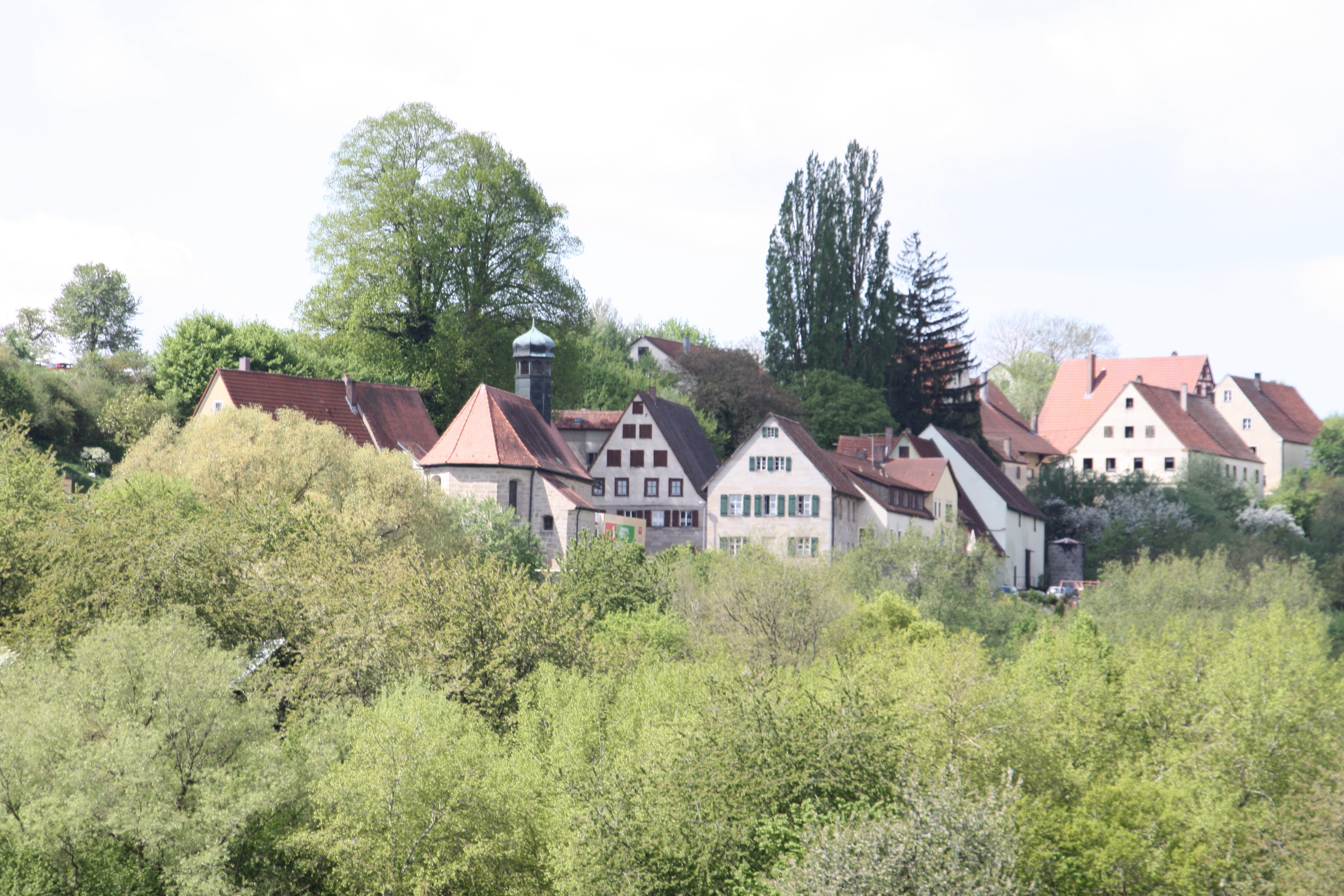
Ortsansicht von Nordosten

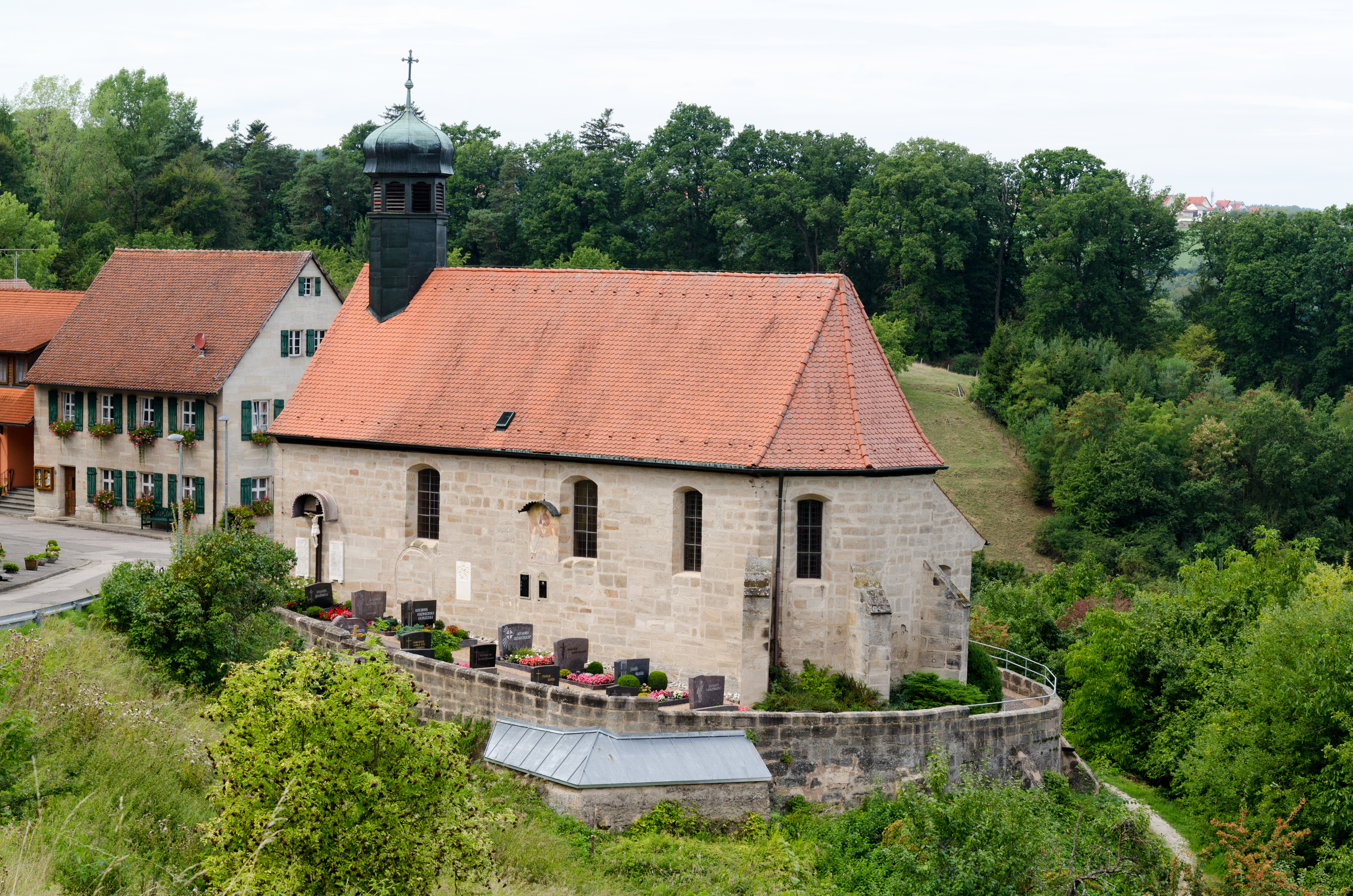
St. Ägidius

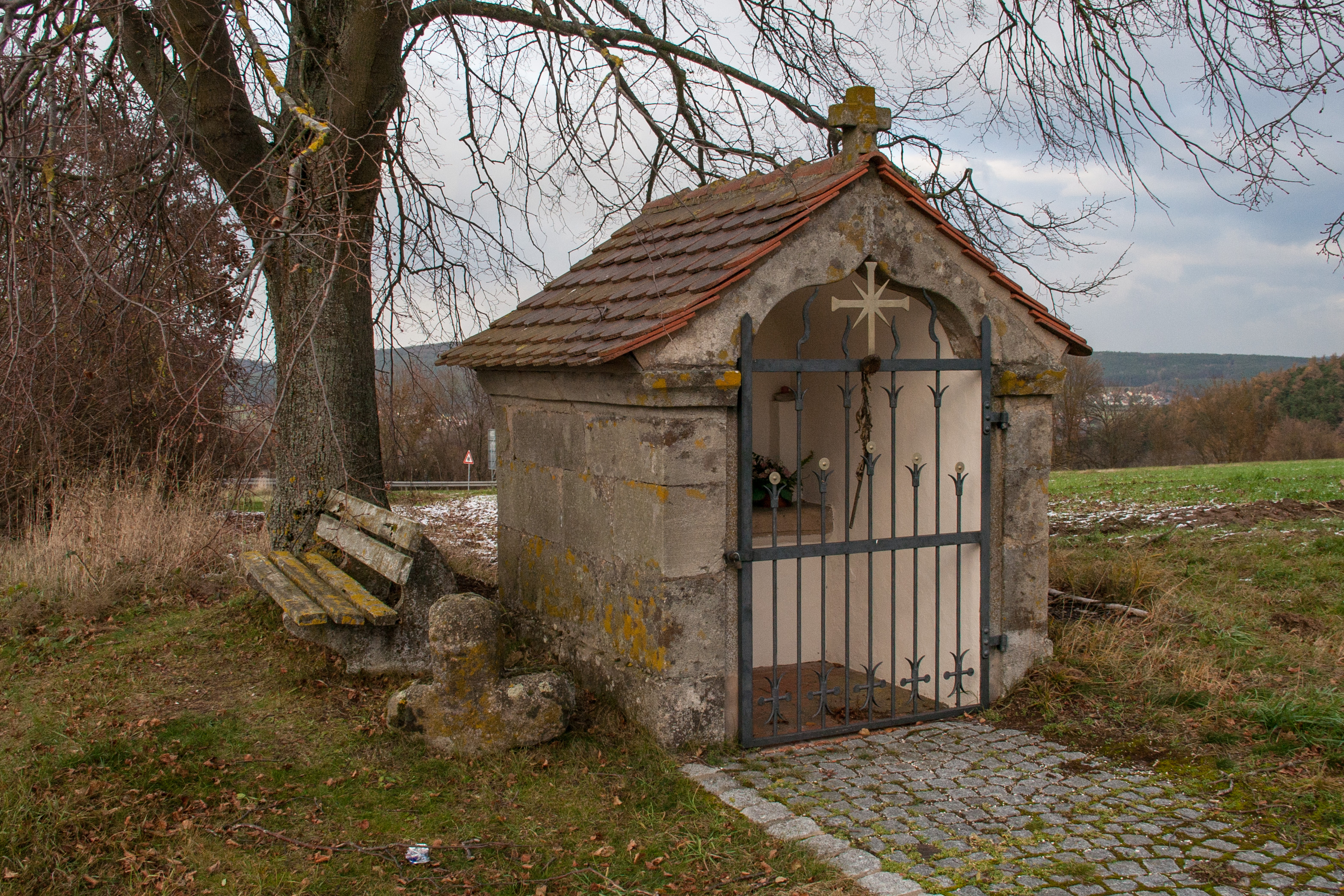
Wegkapelle

Hagsbronn (fränkisch: Hoogsbronn) ist ein Gemeindeteil der Stadt Spalt im Landkreis Roth (Mittelfranken, Bayern). Hagsbronn liegt in der Gemarkung Großweingarten.

## Geographie
Das Kirchdorf liegt im Fränkischen Seenland und im Spalter Hügelland, knapp 2 km südlich von Spalt. Der Igelsbachsee ist 1,5 km entfernt. Es teilt sich in das „Obere Dorf“ (früher auch „Höfen“ genannt) südlich der Straße nach Stockheim und das „Untere Dorf“ nördlich davon. Unmittelbar nördlich liegt der Ölberg, unmittelbar südwestlich das Hohenfeld. Westlich von Hagsbronn breitet sich die 3 km lange Großweingartener Jurahochfläche aus.
Die Kreisstraße RH 13 führt nach Spalt zur Staatsstraße 2223 (1,7 km nordöstlich) bzw. nach Enderndorf (1,8 km südlich), die RH 18 führt nach Großweingarten (2,4 km östlich) bzw. an Stockheim vorbei nach Absberg (3 km südwestlich).

## Geschichte
Der Ort bestand anfangs aus zwei Höfen. Ein Hof gehörte ursprünglich den Grafen von Hirschberg, ein weiterer Hof der Burggrafschaft Nürnberg. Beide Höfe – „Habsprunne“ genannt – wurden vom Hochstift Eichstätt erworben und 1305 vom Bischof Konrad II. von Pfeffenhausen dem Eichstätter Domkapitel übergeben. Der Ortsname bedeutet Habichtsbrunnen. 1465 wurden die beiden Höfe an Ulrich von Leonrod bzw. an Erasmus von Leonrod verkauft. 1353 wurde Hagsbronn zur Pfarrei erhoben, was sie bis 1813 blieb. Seit dem 17. Jahrhundert wurde der ältere, südlich gelegene Teil des Dorfes „Höfen“ genannt, während der nördlich gelegene Teil Hagsbronn hieß.
Gegen Ende des 18. Jahrhunderts gab es in Hagsbronn vier Anwesen. Das Hochgericht übte das eichstättische Pflegamt Wernfels-Spalt aus. Die Dorf- und Gemeindeherrschaft hatte das domkapitel’sche Kastenamt Pleinfeld inne. Grundherren waren das Kastenamt Pleinfeld (1 Gütlein) und das domkapitel’schen Kastenamt Pleinfeld (2 Ganzhöfe, 1 Gütlein). Neben den Anwesen gab es die Filialkirche und kommunale Gebäude (Schule, Hirtenhaus).
Im Rahmen des Gemeindeedikts wurde Hagsbronn dem 1808 gebildeten Steuerdistrikt Fünfbronn zugeordnet. Ab 1811 gehörte sie zum Steuerdistrikt und der Ruralgemeinde Großweingarten. Am 1. Januar 1972 wurde Hagsbronn im Zuge der Gebietsreform in Bayern nach Spalt eingegliedert.
Hagsbronn ist landwirtschaftlich orientiert, auch der Tourismus spielt durch den nahen Brombachsee eine Rolle in der örtlichen Wirtschaft.

### Baudenkmäler
In Hagsbronn gibt es acht Baudenkmäler:
- Unteres Dorf 2: katholische Filialkirche St. Ägidius
- Unteres Dorf 3: ehemaliges Gasthaus
- Unteres Dorf 4: ehemaliges Schulhaus
- Unteres Dorf 18: Wohnhaus
- drei Wegkapellen
- Wegkreuz
- Bei der Marienkapelle befindet sich das historische Steinkreuz bei Hagsbronn.

### Einwohnerentwicklung
| Jahr      | 001818 | 001840 | 001861 | 001871 | 001885 | 001900 | 001925 | 001950 | 001961 | 001970 | 001987 | 002011 | 002015 |
| Einwohner | 57     | 81     | 75     | 78     | 101    | 63     | 75     | 97     | 79     | 72     | 60     | 50     | 51     |
| Häuser    | 9      | 14     |        |        | 15     | 15     | 13     | 14     | 14     |        | 18     |        |        |
| Quelle    | [ 15 ] | [ 16 ] | [ 17 ] | [ 18 ] | [ 19 ] | [ 20 ] | [ 21 ] | [ 22 ] | [ 23 ] | [ 24 ] | [ 25 ] |        | [ 1 ]  |

## Religion
Der Ort ist römisch-katholisch geprägt und bis heute nach St. Emmeram (Spalt) gepfarrt. Die Einwohner evangelisch-lutherischer Konfession sind nach St. Michael (Fünfbronn) gepfarrt.